# Ilja Grigorjevič Erenburg
Ilja Grigorjevič Erenburg (rusky Илья Григорьевич Эренбург; 26. ledna 1891, Kyjev – 31. srpna 1967, Moskva) byl sovětský spisovatel, básník a publicista židovského původu. Překládal také francouzskou a španělskou literaturu.
V roce 1908 byl z politických důvodů uvězněn, poté uprchl a v letech 1908–1917 žil v Paříži, kde se seznámil s V. I. Leninem. Během občanské války ve Španělsku působil jako dopisovatel sovětského tisku.

## Dílo

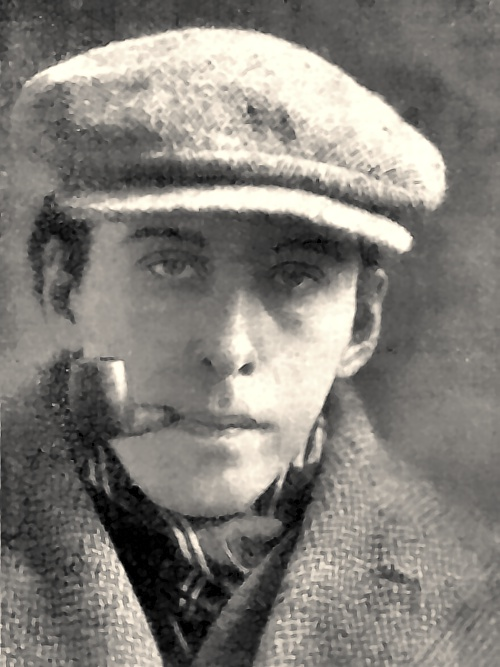
Ilja Erenburg před rokem 1925

Počátky jeho tvorby byly ovlivněny expresionismem.[zdroj?] Pozdější tvorbu ovlivnil symbolismus.[zdroj?]
Znal i západní, především francouzské literární prostředí. V jeho díle je patrný odpor k buržoazii, ale do socialistické tvorby se také zrovna nehrnul. Ve svých knihách líčí většinou konflikty lidského soukromí s revolucí.
Je znám také díky svým aktivitám za druhé světové války. Na východní frontě působil jako novinář píšící články, jež podněcovaly nenávist ke všem Němcům bez rozdílu. Jeho textům v novinách Pravda nebo Krasnaja zvezda se říkalo „kaťuše“, což byl známý sovětský ničivý raketomet. Mnoho historiků[kdo?] se domnívá[zdroj?], že krutosti, jichž se dopouštěla Rudá armáda při dobývání Německa, byly inspirovány právě těmito texty.

## Ukázky textů
| „ | Nyní už víme, že Němci nejsou lidé. Nyní se slovo „Němec“ stalo jednou z nejhnusnějších nadávek. Nenechte nás mluvit. Nenechte nás se vztekat. Nechte nás zabíjet. Když nezabijete Němce, Němec zabije vás. Odvleče vaši rodinu a bude ji mučit v tom svém hnusném Německu. Když už jste zabili jednoho Němce, zabijte hned dalšího. | “ |

| „ | Nezapomeň vojáku! Tam v Německu se skrývá Němec, který zabil tvé dítě, znásilnil tvou ženu, nevěstu a sestru, zastřelil tvou matku a otce, vypálil tvůj dům. Postupuj proti nepříteli s neutišitelnou nenávistí. Kvůli spravedlnosti a ve jménu památky všech, kteří byli povražděni fašistickými katany, je tvou povinností jít do doupěte bestie a potrestat fašistické zločince. Krev našich kamarádů padlých v boji, utrpení zavražděných, sténání zaživa pohřbených, neutišitelné slzy matek tě volají k nemilosrdné pomstě. | “ |

| „ | Němci budou proklínat hodinu, kdy vstoupili na naši půdu. Německé ženy budou proklínat hodinu, kdy porodily své syny – barbary. My nebudeme hanobit. My nebudeme proklínat. My budeme zabíjet. | “ |

Meziválečnou ČSR popsal roku 1931 jako zemi, kde „milují amerikanismus a knedlíky se zelím a vyvážejí do světa Čapkovy spisy a Baťovy výrobky. To druhé svět potřebuje, to první si mohou nechat, vždyť každá země má Čapků dost.“ (O. Rádl, I. Erenburg o vlasti vojáka Švejka, Rozpravy Aventina, 1931, str. 337.)

## Dílo

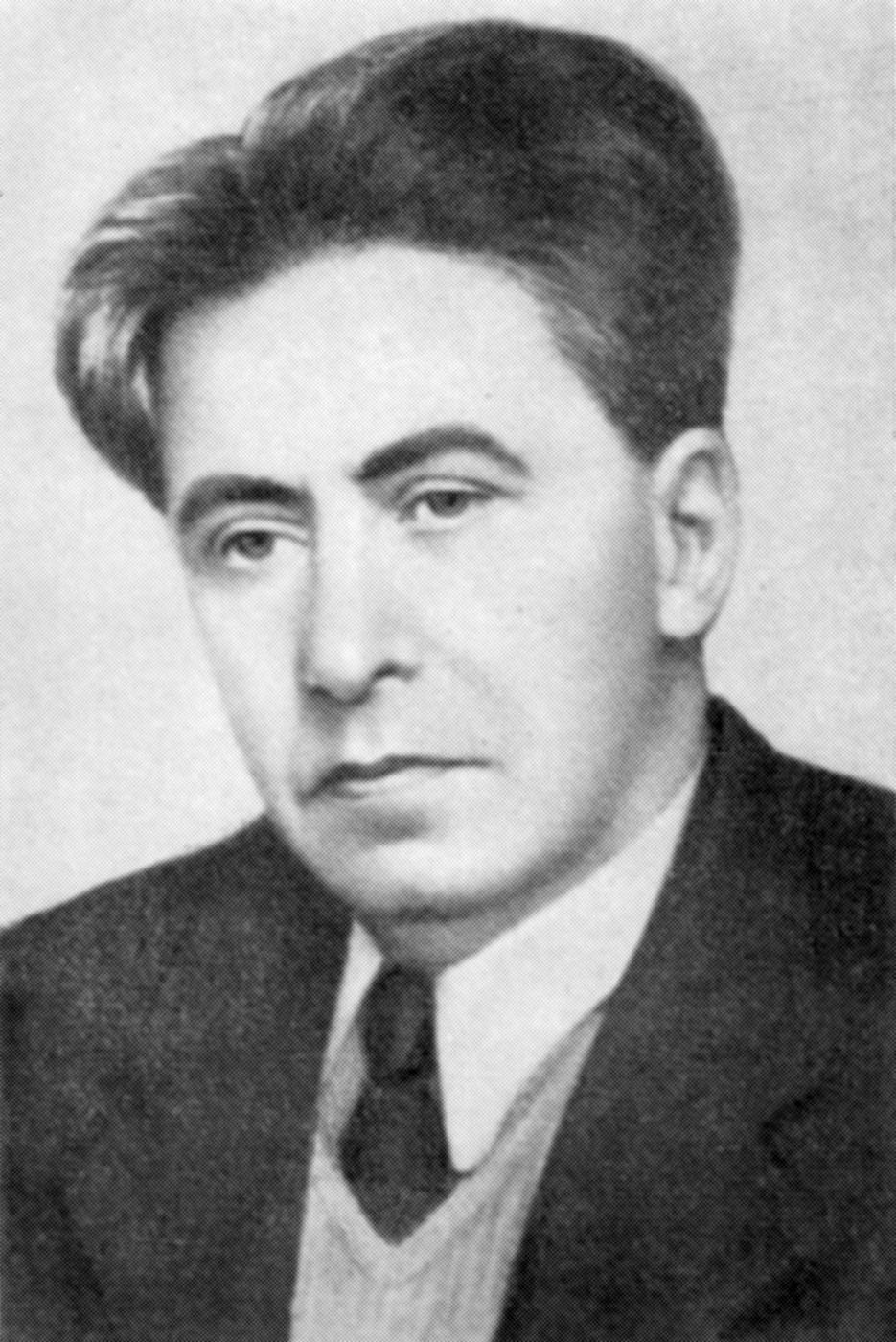
Ilja Grigorjevič Erenburg

- Neobyčejná dobrodružství Julia Jurenita – ukazuje absurditu 1. světové války
- Bouřlivý život Lazika Rojtšvance
- Trust D. E. neboli historie zániku Evropy
- Třináct dýmek
- Den druhý
- Jedním dechem – zabývá se industrializací SSSR
- Pád Paříže (1942) – o 2. světové válce
- Mimo příměří (1945)
- Bouře (1947) – o 2. světové válce
- Devátá vlna
- Tání (1954) – popis roku 1953, smrt Stalina a nástup jakéhosi uvolnění
- Lidé, roky, život (1960–1965) – paměti (6 dílů)